# Хаккани, Хусейн
Хусейн Хаккани (англ. Husain Haqqani; род. 1 июля 1956) — пакистанский государственный деятель. Занимал должность посла Пакистана в США. Был снят с должности в ноябре 2011 года после дипломатического скандала между двумя странами, вызванного его меморандумом. Женат на пресс-секретаре президента Пакистана — Испахани Фарахназ.

## Биография
Родился 1 июля 1956 года в Карачи. Хусейн Хаккани имеет большой опыт работы журналистом, дипломатом и советником трёх пакистанских премьер-министров. Он приехал в США в 2002 году в качестве приглашённого ученого в Фонд Карнеги за Международный Мир в Вашингтон, затем был адъюнкт-профессором в Школе перспективных международных исследований при Университете Джонса Хопкинса.
В Карачи Хаккани изучал традиционное исламское учение, а также получил современное образование в области международных отношений. Его карьера началась в журналистике с работы в качестве корреспондента The Islamic World Review (освещал события после иранской революции). В этот период он много писал про мусульман в Китае и Восточной Азии и про исламские политические движения. Позже, как пакистанский корреспондент Far Eastern Economic Review, он освещал гражданскую войну в Афганистане и приобрёл глубокое понимание целей боевиков исламистских групп джихада.
Затем Хаккани сделал блестящую карьеру в правительстве Пакистана. Он служил в качестве советника пакистанских премьер-министров: Гулама Мустафа Джатоя, Наваза Шарифа и Беназир Бхутто. С 1992 по 1993 год он был послом Пакистана на Шри-Ланке, а с 2008 по 2011 годы служил в качестве посла Пакистана в Соединённых Штатах Америки.